# Каргулу
Каргулу (азерб. Qarqulu) — село в административно-территориальном округе села Бартаз Зангеланского района Азербайджана.

## История
В ходе Первой карабахской войны, в 1993 году село было занято армянскими вооружёнными силами, и до октября 2020 года находилось под контролем непризнанной НКР. 22 октября 2020 года, в ходе Второй карабахской войны, президент Азербайджана объявил об освобождении села Гаргулу вооружёнными силами Азербайджана.